# Dryopteris pseudogueintziana
Dryopteris pseudogueintziana là một loài dương xỉ trong họ Dryopteridaceae. Loài này được Bonaparte mô tả khoa học đầu tiên năm 1913.
Danh pháp khoa học của loài này chưa được làm sáng tỏ. 